# Katarzyna Zimmerer
Katarzyna Zimmerer (ur. 1961 w Krakowie) – polska dziennikarka i pisarka pochodzenia żydowskiego, tłumaczka z języka niemieckiego, felietonistka „Tygodnika Powszechnego”.

## Twórczość
Nakładem Wydawnictwa Literackiego ukazała się jej książka – Zamordowany świat. Losy Żydów w Krakowie 1939–1945, za którą w czerwcu 2004 została uhonorowana Nagrodą Krakowska Książka Miesiąca.
Krakowskie wydawnictwa: „Znak”, Wydawnictwo Literackie i WAM wydały tłumaczone przez nią dzieła autorów niemieckich i austriackich: Hedwig Courths-Mahler, Hans-Georg Behr, Michael Hesemann, Horst Klaus Berg, Anselm Grün, Rainer Erler i Karl Frielingsdorf.

## Życie prywatne
Jest córką Ludwiga Zimmerera i Joanny Olczak-Ronikier; była pierwszą żoną Jana Rokity. Jej córka, Maria Synger, jest edukatorką i projektantką biżuterii.

## Utwory
- Zamordowany świat. Losy Żydów w Krakowie 1939–1945, Wydawnictwo Literackie: 2004, ISBN 83-08-03580-9.
- Zwyczajny dzień, W.A.B., 2012, ISBN 978-83-7747-474-7.
- Deszcz, Oficyna Literacka, ISBN 83-85158-19-7.
- Plotka, Oficyna Literacka, 1991, ISBN 83-85158-20-0.